# Vrijstaat Coburg

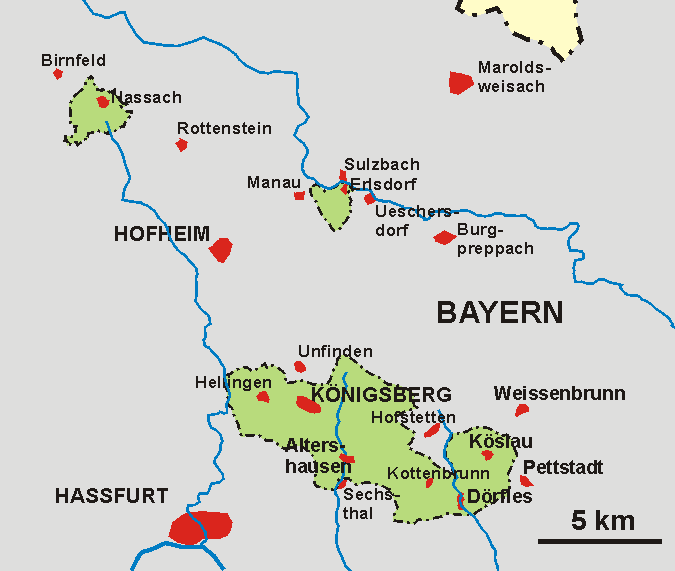
Exclave Königsberg

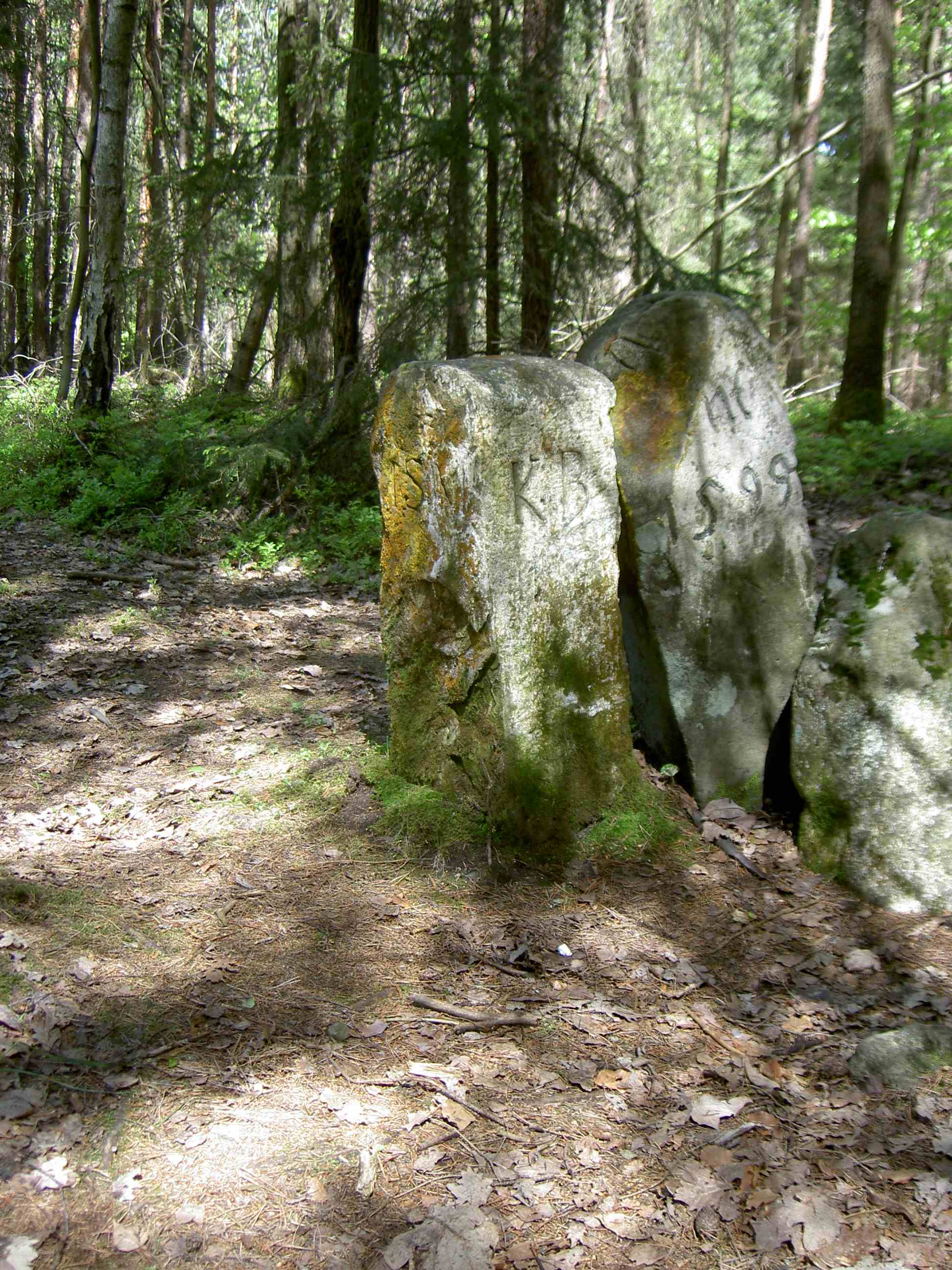
Grenssteen: de Dreiherrenstein bij het voormalige drielandenpunt bij Weitramsdorf (Koninkrijk Beieren - Hertogdom Saksen-Meiningen - Hertogdom Saksen-Coburg)

De vrijstaat Coburg was een republiek die op 14 november 1918 van het hertogdom Saksen-Coburg en Gotha werd afgescheiden en op 1 juli 1920 in de vrijstaat Beieren opging.

## Geschiedenis
Wilhelm Bock (USPD) verklaarde in de Novemberrevolutie op 9 november 1918 te Gotha hertog Karel Eduard voor afgezet. De volgende dag werd de Coburger landdag heengezonden en een Arbeiders- en Soldatenraad opgericht.
Daar de gemeenschappelijke landdag van het voorheen in personele unie geregeerde dubbelhertogdom Saksen-Coburg en Gotha de Arbeiders- en Soldatenraad niet erkende, trok de USPD-fractie zich daaruit nog diezelfde maand terug en bewerkstelligde zo de facto de opsplitsing van Saksen-Gotha en Saksen-Coburg. De eerstgenoemde staat, het noordelijke deel van Saksen-Coburg en Gotha, vormde sindsdien de Vrijstaat Gotha, de laatstgenoemde, het zuidelijke deel, de Vrijstaat Coburg. Karel Eduard deed op 14 november formeel troonsafstand.
De elf leden tellende Coburger Nationale Vergadering nam op 10 maart 1919 met het Vorläufiges Gesetz über die Gesetzgebung und Verwaltung im Freistaate Coburg een provisorische grondwet aan. Op 12 april 1919 kwam met het ondertekenen van de Staatsvertrag über die Verwaltung der gemeinschaftlichen Angelegenheiten der Freistaaten Coburg und Gotha de opsplitsing van Coburg en Gotha uiteindelijk geheel tot stand.
Op 7 juni 1919 trof de regering een regeling met hertog Karel Eduard, volgens welke hij voor het afstaan van zijn domeinen, kunstschatten en enige kastelen een schadeloosstelling van 1,5 miljoen mark ontving.
Op 30 november 1919 vond te Coburg het eerste democratische referendum in Duitsland plaats over de positie van de vrijstaat. Met een opkomst van 70% stemde - met name vanwege de voedselschaarste en de overwegend linkse gezindheid van de kiezers - 88% van de bevolking tegen aansluiting bij de vrijstaat Thüringen. Een verdrag regelde op 14 februari 1920 een vereniging met de vrijstaat Beieren, die op 1 juli werd voltrokken.
De huidige landkreis Coburg en de stad Coburg beslaan in wezen het gebied van de oude vrijstaat.

## Bestuur

#### Ministerie-Quarck (1918-1919)
- Staatsraad en voorzitter: Hermann Quarck
- Staatsraden: Franz Klinger (SPD), Reinhold Artmann (SPD)

#### Ministerie-Klingler (1919-1920)
- Staatsraad en voorzitter: Franz Klinger (SPD)
- Staatsraden: Reinhold Artmann (SPD), Hans Schack (DDP)

## Steden en gemeenten

#### 4 steden
- Coburg (hoofdstad), Neustadt bei Coburg, Rodach bei Coburg, Königsberg in Franken

#### 139 gemeenten
- Ahlstädt, Ahorn, Aicha, Beiersdorf, Bertelsdorf, Beuerfeld, Bieberbach, Birkach am Forst, Birkig, Blumenrod, Boderndorf, Breitenau, Brüx, Buchenrod, Callenberg, Cortendorf, Creidlitz, Dörfles, Drossenhausen, Ebersdorf bei Coburg, Ebersdorf bei Neustadt, Einberg, Elsa, Esbach, Fechheim, Fischbach, Fornbach, Friesendorf, Frohnlach, Fürth am Berg, Gauerstadt, Gestungshausen, Gossenberg, Grattstadt, Großgarnstadt, Großheirath, Großwalbur, Grub am Forst, Haarbrücken, Haarth, Hassenberg, Heldritt, Herbartsdorf, Höhn, Hof an der Steinach, Horb an der Steinach, Horb bei Fürth am Berg, Kemmaten, Ketschenbach, Ketschendorf, Kipfendorf, Kleingarnstadt, Kleinwalbur, Kösfeld, Lempertshausen, Leutendorf, Lützelbuch, Mährenhausen, Meeder, Meilschnitz, Meschenbach, Mirsdorf, Mittelberg, Mittelwasungen, Mödlitz, Mönchröden, Moggenbrunn, Neida, Neukirchen, Neuses am Brand, Neuses an den Eichen, Neuses bei Coburg, Neu- und Neershof, Niederfüllbach, Oberfüllbach, Oberlauter, Obersiemau, Oberwasungen, Oberwohlsbach, Oeslau, Oettingshausen, Ottowind, Plesten, Rögen, Rohrbach, Rossach, Rossfeld, Roth am Forst, Rothenhof, Rottenbach, Rudelsdorf, Rüttmannsdorf, Schafhof, Scherneck, Scheuerfeld, Schönstädt, Schweighof, Seidmannsdorf, Sonnefeld, Spittelstein, Steinach an der Steinach, Stöppach, Sulzdorf, Sülzfeld, Thann, Tiefenlauter, Tremersdorf, Trübenbach, Unterlauter, Untersiemau, Unterwasungen, Unterwohlsbach, Waldsachsen, Waltersdorf, Watzendorf, Weickenbach, Weidach, Weidhausen, Weimersdorf, Weischau, Weißenbrunn am Forst, Weißenbrunn vorm Wald, Weitramsdorf, Wellmersdorf, Wiesenfeld, Wildenheid, Wörlsdorf, Wohlbach, Wüstenahorn, Zedersdorf, Zeickhorn, Ziegelsdorf

- Exclave Königsberg: gemeenten Altershausen, Dörfles, Erlsdorf, Hellingen, Köslau, Kottenbrunn, Nassach

## Uitslag referendum
| Stem                            | Aantal (absoluut) | Aantal (%) |
| ------------------------------- | ----------------- | ---------- |
| Stemmers                        | 29.624            | 70         |
| Geldige stemmen                 | 29.568            | 99,81      |
| Tegen aansluiting bij Thüringen | 26.102            | 88,28      |
| Voor aansluiting bij Thüringen  | 3466              | 11,72      |